# Ганичева
Гани́чева (рос. Ганичева) — присілок у складі Шатровського району Курганської області, Росія. Входить до складу Мехонської сільської ради.
Населення — 103 особи (2010, 154 у 2002).
Національний склад станом на 2002 рік: росіяни — 97 %.